# Pirata
Pirata este un gen de păianjeni din familia Lycosidae.

## Specii[1]
- Pirata abalosi
- Pirata affinis
- Pirata africana
- Pirata alachuus
- Pirata albicomaculatus
- Pirata allapahae
- Pirata apalacheus
- Pirata aspirans
- Pirata blabakensis
- Pirata boreus
- Pirata brevipes
- Pirata browni
- Pirata bryantae
- Pirata canadensis
- Pirata cantralli
- Pirata cereipes
- Pirata chamberlini
- Pirata clercki
- Pirata coreanus
- Pirata davisi
- Pirata denticulatus
- Pirata digitatus
- Pirata fabella
- Pirata felix
- Pirata giganteus
- Pirata haploapophysis
- Pirata hiroshii
- Pirata hiteorum
- Pirata hokkaidensis
- Pirata hurkai
- Pirata hygrophilus
- Pirata indigenus
- Pirata insularis
- Pirata iriomotensis
- Pirata iviei
- Pirata knorri
- Pirata latitans
- Pirata longjiangensis
- Pirata luzonensis
- Pirata mayaca
- Pirata meridionalis
- Pirata minutus
- Pirata molensis
- Pirata montanoides
- Pirata montanus
- Pirata montigena
- Pirata mossambicus
- Pirata nanatus
- Pirata niokolona
- Pirata pagicola
- Pirata pallipes
- Pirata piratellus
- Pirata piraticus
- Pirata piratimorphus
- Pirata piratoides
- Pirata piscatorius
- Pirata praedo
- Pirata procurvus
- Pirata proximus
- Pirata rubicundicoloratus
- Pirata sagitta
- Pirata sedentarius
- Pirata seminolus
- Pirata serrulatus
- Pirata shibatai
- Pirata simplex
- Pirata soukupi
- Pirata spatulatus
- Pirata spiniger
- Pirata subannulipes
- Pirata subniger
- Pirata subpiraticus
- Pirata suwaneus
- Pirata sylvanus
- Pirata tanakai
- Pirata taurirtensis
- Pirata tenuisetaceus
- Pirata tenuitarsis
- Pirata timidus
- Pirata trepidus
- Pirata triens
- Pirata turrialbicus
- Pirata uliginosus
- Pirata welakae
- Pirata velox
- Pirata veracruzae
- Pirata werneri
- Pirata yaginumai
- Pirata yesoensis
- Pirata zavattarii
- Pirata zelotes